# Ліннвуд (Іллінойс)
Ліннвуд (англ. Lynwood) — селище (англ. village) в США, в окрузі Кук штату Іллінойс. Населення — 9116 осіб (2020).

## Географія
Ліннвуд розташований за координатами 41°31′20″ пн. ш. 87°32′54″ зх. д. / 41.52222° пн. ш. 87.54833° зх. д. (41.522124, -87.548401).  За даними Бюро перепису населення США в 2010 році селище мало площу 14,35 км², з яких 14,15 км² — суходіл та 0,20 км² — водойми. В 2017 році площа становила 12,97 км², з яких 12,77 км² — суходіл та 0,20 км² — водойми.

## Демографія
Згідно з переписом 2010 року, у селищі мешкало 9007 осіб у 3273 домогосподарствах у складі 2349 родин. Густота населення становила 628 осіб/км².  Було 3473 помешкання (242/км²).
Расовий склад населення:
| - 65,9 % — чорних або афроамериканців - 28,8 % — білих - 0,5 % — азіатів - 0,3 % — корінних американців - 2,4 % — осіб інших рас |

До двох чи більше рас належало 2,1 %. Частка іспаномовних становила 7,3 % від усіх жителів.
За віковим діапазоном населення розподілялося таким чином: 27,4 % — особи молодші 18 років, 61,9 % — особи у віці 18—64 років, 10,7 % — особи у віці 65 років та старші. Медіана віку мешканця становила 38,4 року. На 100 осіб жіночої статі у селищі припадало 85,2 чоловіків;  на 100 жінок у віці від 18 років та старших — 78,7 чоловіків також старших 18 років.
Середній дохід на одне домашнє господарство  становив 66 143 долари США (медіана — 49 410), а середній дохід на одну сім'ю — 75 611 долар (медіана — 56 944). Медіана доходів становила 55 643 долари для чоловіків та 41 611 долар для жінок. За межею бідності перебувало 16,0 % осіб, у тому числі 26,7 % дітей у віці до 18 років та 3,8 % осіб у віці 65 років та старших.
Цивільне працевлаштоване населення становило 4019 осіб. Основні галузі зайнятості: освіта, охорона здоров'я та соціальна допомога — 32,6 %, роздрібна торгівля — 15,2 %, науковці, спеціалісти, менеджери — 11,5 %, транспорт — 11,1 %.